# Irina Minch
Irina Jedvinovna Minch  (nacida el 16 de abril de 1964 en Cherepanovo, Unión Soviética) es una exjugadora de baloncesto rusa. Consiguió 3 medallas en competiciones oficiales con la URSS y fue campeona olímpica con la CEI en el año 1992.